# Paul Heinrich Simon
Paul Heinrich Simon (* 30. Oktober 1912 in Regensburg; † 26. Oktober 1978 ebenda) war ein deutscher Pädagoge und Politiker (SPD).

## Leben und Beruf
Simon arbeitete von 1934 bis 1938 als Aushilfslehrer und wurde anschließend Lehrer an einer Volksschule. Er leistete 1934/35 freiwilligen Dienst bei der Reichswehr und nahm von 1939 bis 1945 als Soldat am Zweiten Weltkrieg teil, zuletzt als Oberleutnant der Reserve. Bei Kriegsende geriet er in US-amerikanische Gefangenschaft. Später trat er erneut in den Schuldienst ein, wurde 1951 Hauptlehrer in Maxhütte-Haidhof und war seit 1958 als Rektor an Volksschulen tätig.

## Partei
Simon trat 1946 in die SPD ein. Er war von 1948 bis 1951 Vorsitzender des SPD-Kreisverbandes Parsberg und von 1969 bis 1971 Vorsitzender des SPD-Kreisverbandes Burglengenfeld. 1971 wurde er zum Vorsitzenden des SPD-Unterbezirkes Schwandorf gewählt.

## Abgeordneter
Simon war seit 1952 Kreistagsmitglied Kreises Burglengenfeld und nach der Kommunalen Neugliederung 1972 Kreistagsmitglied des Kreises Schwandorf. Dem Deutschen Bundestag gehörte er von 1969 bis 1976 an. Er war über die Landesliste Bayern ins Parlament eingezogen.

## Öffentliche Ämter
Simon amtierte von 1960 bis 1969 als stellvertretender Landrat des Kreises Burglengenfeld.